# 전자식 비행 계기 계통

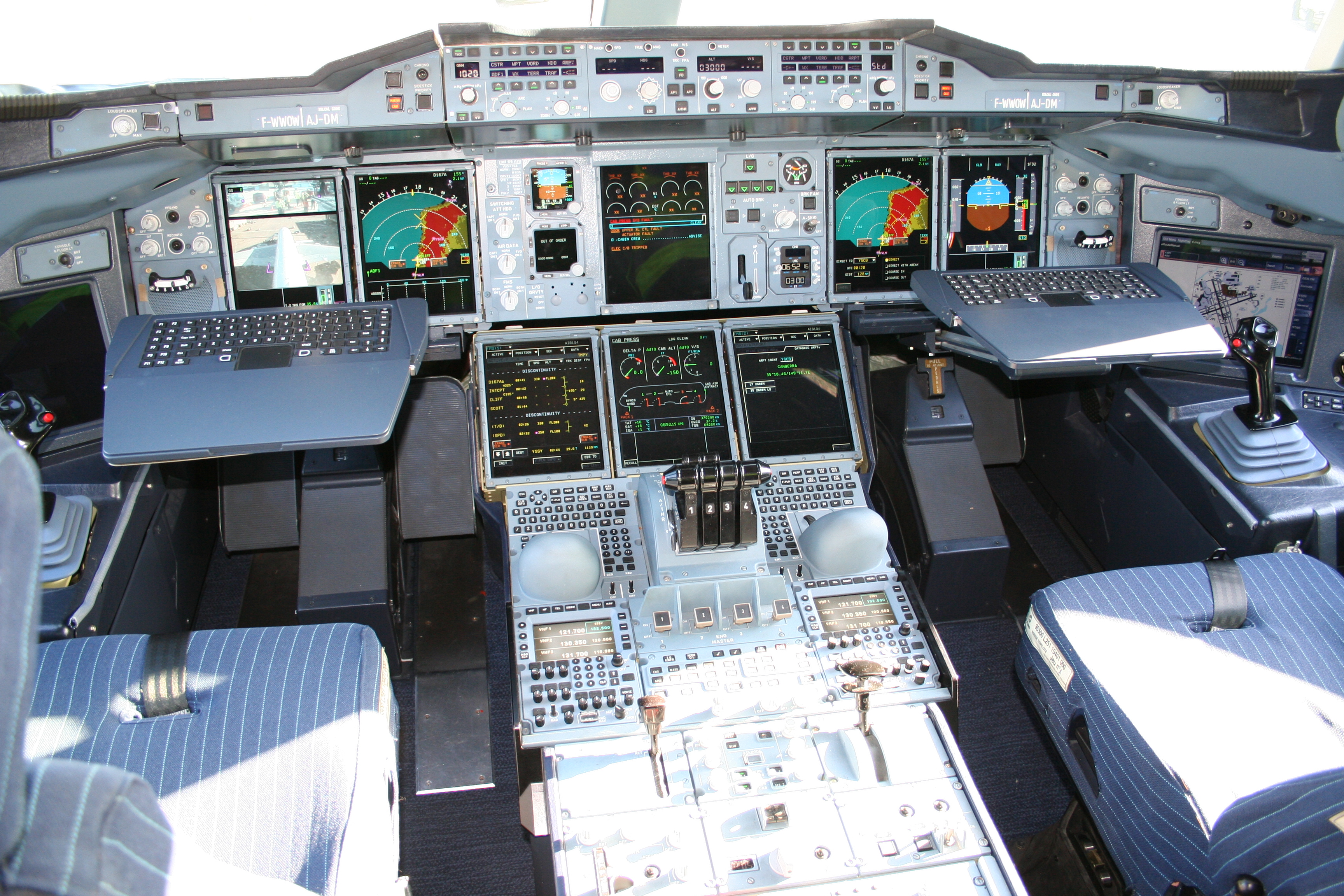
에어버스 A380의 EFIS

전자식 비행 계기 계통(Electronic flight instrument system, EFIS)은 항공 분야에서 비행 데이터를 전기 기계가 아닌 전자적으로 표시하는 항공기 조종실의 비행계기 디스플레이 시스템이다. EFIS는 일반적으로 기본 비행 디스플레이(PFD), 다기능 디스플레이(MFD) 및 엔진 표시 및 승무원 경고 시스템(EICAS) 디스플레이로 구성된다. 초기 EFIS 모델은 음극선관(CRT) 디스플레이를 사용했지만 이제는 LCD(액정 디스플레이)가 더 일반적이다. 복잡한 전자기계 자세 지시기(ADI)와 수평 상황 지시기(HSI)는 EFIS로 대체할 첫 번째 후보였다. 그러나 이제 전자 디스플레이로 대체할 수 없는 조종실 계기는 거의 없다.

## 장점
EFIS는 기존 장비의 일부 물리적 한계를 피함으로써 다양성을 제공한다. 조종사는 코스 이탈 표시기를 표시하는 동일한 디스플레이를 전환하여 지역 항법 또는 비행 관리 시스템에서 제공하는 계획된 트랙을 표시할 수 있다. 조종사는 표시된 경로에 기상 레이더 사진을 겹쳐 표시하도록 선택할 수 있다.
소프트웨어 수정을 통해 제공되는 유연성은 새로운 항공기 규정 및 장비에 대응하는 비용을 최소화한다. 소프트웨어 업데이트는 EFIS 시스템을 업데이트하여 기능을 확장할 수 있다. 1990년대에 도입된 업데이트에는 지상 근접 경고 시스템과 교통 충돌 방지 시스템이 포함되었다.
간단한 2화면 EFIS 설치로도 어느 정도 중복성을 사용할 수 있다. PFD가 실패하면 전환 전환을 통해 내비게이션 디스플레이가 일반적으로 차지하는 화면에 중요한 정보의 위치가 변경된다.